# Ovimbundu

Plantilla ètnica d'Angola el 1970 (àrea dels ovimbundu marcada en blau).

Els ovimbundu (singular ocimbundu, adjectiu umbundu) són una ètnia bantú d'Angola. Constitueixen el 37% de la població del país i tenen com a llengua l'umbundu. Els seus subgrups més importants són els mbalundu, els wambo, els bieno, els sele, els ndulu, els sambo i els kakonda.

## Història
Els ovimbundu ocupen avui l'altiplà central d'Angola i el litoral a l'Oest d'aquesta muntanya, una regió que comprèn les províncies de Huambo, Bié i Benguela. Són un poble que fins a l'establiment dels portuguesos a Benguela, al segle xvi, vivia de l'agricultura de subsistència, la caça i una mica de ramaderia. Durant un cert temps, el comerç de les caravanes va ser una activitat important entre l'Est d'Angola contemporània i els portuguesos de Benguela. Quan, a l'inici del segle xx, aquest comerç es va col·lapsar i el sistema colonial portuguès va començar a exigir el pagament d'impostos, els ovimbundu es van concentrar en l'agricultura de productes destinats a la comercialització, principalment blat de moro.
Els primers conflictes amb els portuguesos van ser cap al 1890 quan aquests van sotmetre el regne dels Ovimbundu de Mbalundu cap al 1890 i els altres regnes ovimbundu no els van ajudar, especialment el regne de Bihé. Al juliol del 1902 una expedició de 770 soldats, majoritàriament africans i alguns afrikáner i 142 lusitans van anar a conquerir-los. Els regnes ovimbundu de Wambu, Mbalundu, Soque, Civulu, Civanda, Ngalangi, Cipeyo i Sambu es van revoltar amb els immigrants europeus i els lleials aborígens per la caiguda sobtada del preu del cautxú d'arrel, reunint una tropa de 40.000 guerrers per enfrontar-s'hi però van ser vençuts gràcies a la superioritat tecnològica dels europeus. El capità Paes Brandão va emboscar, capturar i matar el olosoma Mutu-ja-Kavela, cap dels insubmisos, i 10.000 dels seus guerrers en un atac sorprenent contra el seu campament. Els combats van continuar fins al 1910.
Al segle xx, especialment a partir de la “ocupació efectiva” d'Angola aconseguida als anys 1920, la majoria dels ovimbundu es van fer cristians. Una part va ingressar a l'Església Catòlica, una altra en esglésies protestants, en particular a l'Església Evangèlica Congregacional d'Angola (IECA), fundada i recolzada per missioners americans.
Aquesta cristianització va tenir, entre d'altres, dues conseqüències decisives. Una, la constitució, a tot l'altiplà central de poblets catòlics, protestants i no-cristians separats. L'altra, una difusió bastant significativa de l'alfabetització i de l'escolarització, i per conseqüent també del coneixement del portuguès entre els ovimbundu, sobretot entre els protestants. Al mateix temps, la IECA també es va ocupar del desenvolupament del umbundu, pel qual va elaborar regles ortogràfiques, una gramàtica i diferents lèxics – el que va constituir una contribució important per a la formació i la consolidació d'una identitat social global dels ovimbundu.